# Sveta Trojica v Slovenskih goricah
Sveta Trojica v Slovenskih goricah (in tedesco Heilige Dreifaltigkeit in den Windischen Büheln) è un comune della Slovenia.
Il comune è stato creato nel marzo 2006, in seguito a referendum, staccandone il territorio dal comune di Lenart.

## Località
Il comune è diviso in 8 insediamenti (naselja):
- Gočova
- Osek
- Spodnja Senarska
- Spodnje Verjane
- Sv. Trojica v Slovenskih Goricah
- Zgornja Senarska
- Zgornje Verjane
- Zgornji Porčič